# گاز سی‌اس
گاز سی‌اس (به انگلیسی: CS gas) با فرمول شیمیایی C۱۰H۵Cl N۲ یک ترکیب شیمیایی است که جرم مولی آن ۱۸۸٫۶ g/mol است. شکل ظاهری این ترکیب، پودر بلورین سفیدگاز بی‌رنگ است.
قرار گرفتن در معرض آن باعث احساس سوزش و آبریزش چشم‌ها می‌شود، به حدی که سوژه نمی‌تواند چشمان خود را باز نگه دارد و باعث سوزش غشاهای مخاطی بینی، دهان و گلو می‌شود. این گاز منجر به سرفه‌های شدید، ترشحات مخاطی بینی، سردرگمی و دشواری در تنفس می‌شود که تا حدی سوژه را ناتوان می‌کند. گاز سی‌اس به‌طور کلی به عنوان گازی غیرکشنده پذیرفته شده‌است. این گاز اولین بار در سال ۱۹۲۸ توسط دو آمریکایی، بن کورسون و راجر استاتون، در کالج میدلبری سنتز شد، و نام این ماده شیمیایی از حروف اول نام خانوادگی دانشمندان گرفته شده‌است.
سی‌اس در دهه‌های ۱۹۵۰ و ۱۹۶۰ مخفیانه در پارک علمی پورتون داون در ویلتشر انگلستان ایجاد و آزمایش شد. سی‌اس ابتدا روی حیوانات و سپس بر روی داوطلبان نیروی زمینی بریتانیا استفاده شد. سی‌اس تأثیر کمتری بر حیوانات دارد زیرا آن‌ها مجرای اشکی متفاوتی دارند و در مورد پستانداران غیرانسانی، خز آن‌ها از ورود آزاد گاز جلوگیری می‌کند.